# Eduard Kukan
Eduard Kukan (26. prosince 1939, Trnovec nad Váhom, Slovensko – 10. února 2022, Bratislava) byl československý diplomat, slovenský politik a diplomat, poslanec Evropského parlamentu, místopředseda SDKÚ-DS, ministr zahraničních věcí Slovenské republiky (krátce i pověřený Ministr obrany Slovenska) a poslanec Národní rady Slovenské republiky.
Eduard Kukan byl ženatý, měl dvě dospělé děti. Hovořil anglicky, rusky, francouzsky, španělsky a svahilsky. V roce 1993 mu americká Upsala College (stát New Jersey) udělila čestný doktorát práv.

## Profesionální kariéra

### Československo
- 1964 absolutorium Státního institutu mezinárodních vztahů v Moskvě, kde se naučil i africký jazyk svahilštinu; zároveň získal titul doktor práv (JUDr.) na Právnické fakultě Univerzity Karlovy v Praze
- 1964–1990 pracovník na Ministerstvu zahraničních věcí ČSSR v Praze:
  - 1964–1968 odbor zemí subsaharské Afriky
  - 1968–1973 působil na československém velvyslanectví v Lusace (Zambie) (atašé, později 2. tajemník – chargé d'affaires)
  - 1973–1977 sekretariát ministra zahraničních věcí ČSSR
  - 1977–1981 působil na československém velvyslanectví ve Washingtonu (Spojené státy americké) (rada-vyslanec, zástupce velvyslance)
  - 1981–1985 ředitel odboru zemí subsaharské Afriky
  - 1985–1988 velvyslanec ČSSR v Etiopii se sídlem v Addis Abebě
  - 1988–1990 ředitel odboru zemí Latinské Ameriky
  - 1990–1992 velvyslanec – stálý představitel ČSFR při Organizaci spojených národů v New Yorku

### Slovensko
- 1993–1994, velvyslanec – stálý představitel Slovenska při OSN v New Yorku; byl zvolen do více funkcí v rámci OSN. Na 48. valném shromáždění OSN byl zvolen předsedou jednoho z hlavních výborů – Výboru pro humanitární, sociální a kulturní záležitosti.

## Stranická kariéra
- 1995 – 19. února 2000 – člen Demokratické unie (DÚ)
- březen 1997 – 26. července 1998 – předseda DÚ
- 26. července 1998 – 3. července 2000 – člen Slovenské demokratické koalice (SDK); členství v DÚ přerušeno
- 4. června 1998 – 3. července 2000 – místopředseda SDK
- 4. července 2000 – 2016 – člen Slovenské demokratické a křesťanské unie (SDKÚ)[2]
- 18. listopadu 2000 – 2016 – místopředseda SDKÚ pro zahraniční politiku (od roku 2006 SDKÚ-DS)

## Politická kariéra
- do r. 1989 člen KSč
- březen 1994 – prosinec 1994, ministr zahraničních věcí Slovenské republiky v Moravčíkově vládě
- prosinec 1994 – podzim 1998, poslanec Národní rady Slovenské republiky za Demokratickou unii, potom za SDK; působil jako člen zahraničního výboru, výboru pro evropskou integraci a mandátového a imunitního výboru, jako člen slovenské části Společného parlamentního výboru Evropské unie a Slovenské republiky, jako člen slovenské delegace ve Shromáždění Západoevropské unie a jako místopředseda slovenské skupiny Meziparlamentní unie
- 1998 – zvolen poslancem Národní rady Slovenské republiky, mandát nevykonával, protože byl jmenován členem vlády Slovenské republiky
- 1998–2002 – ministr zahraničních věcí Slovenské republiky
- 2002 – zvolen poslancem Národní rady Slovenské republiky, mandát nevykonával, protože byl jmenován členem vlády Slovenské republiky
- 2002–2006 – ministr zahraničních věcí Slovenské republiky
- 2003 pověřený ministr obrany Slovenské republiky
- duben 2004 – neúspěšný kandidát SDKÚ ve slovenských prezidentských volbách 2004
- 2006–2009 – poslanec Národní rady Slovenské republiky
- 2009–2019 – poslancem Evropského parlamentu

## Jiné funkce
- 7. května 1999 – 30. července 2000, zvláštní vyslanec pro Balkán jmenovaný Kofi Annanem, generálním tajemníkem OSN.